# Маунт-Віста (Вашингтон)
Маунт-Віста (англ. Mount Vista) — переписна місцевість (CDP) в США, в окрузі Кларк штату Вашингтон. Населення — 10 051 особа (2020).

## Географія
Маунт-Віста розташований за координатами 45°44′14″ пн. ш. 122°37′54″ зх. д. / 45.73722° пн. ш. 122.63167° зх. д. (45.737258, -122.631568).  За даними Бюро перепису населення США в 2010 році переписна місцевість мала площу 13,57 км², уся площа — суходіл.

## Демографія
Згідно з переписом 2010 року, у переписній місцевості мешкало 7850 осіб у 3141 домогосподарстві у складі 2219 родин. Густота населення становила 578 осіб/км².  Було 3301 помешкання (243/км²).
Расовий склад населення:
| - 87,8 % — білих - 3,9 % — азіатів - 1,9 % — чорних або афроамериканців - 0,8 % — корінних американців - 0,3 % — вихідців з тихоокеанських островів - 1,6 % — осіб інших рас |

До двох чи більше рас належало 3,7 %. Частка іспаномовних становила 5,0 % від усіх жителів.
За віковим діапазоном населення розподілялося таким чином: 23,0 % — особи молодші 18 років, 63,0 % — особи у віці 18—64 років, 14,0 % — особи у віці 65 років та старші. Медіана віку мешканця становила 39,8 року. На 100 осіб жіночої статі у переписній місцевості припадало 90,7 чоловіків;  на 100 жінок у віці від 18 років та старших — 89,4 чоловіків також старших 18 років.
Середній дохід на одне домашнє господарство  становив 89 744 долари США (медіана — 72 193), а середній дохід на одну сім'ю — 104 175 доларів (медіана — 80 221). Медіана доходів становила 70 641 долар для чоловіків та 48 047 доларів для жінок. За межею бідності перебувало 7,6 % осіб, у тому числі 10,7 % дітей у віці до 18 років та 6,4 % осіб у віці 65 років та старших.
Цивільне працевлаштоване населення становило 3955 осіб. Основні галузі зайнятості: освіта, охорона здоров'я та соціальна допомога — 28,7 %, науковці, спеціалісти, менеджери — 10,7 %, виробництво — 10,6 %.